# فيجنيتسيا
فيزهنيتسيا (Вижниця) هي مدينة في مقاطعة تشيرنيفيتسكا في أوكرانيا.
يبلغ عدد سكانها حوالي 4591 نسمة.

## أعلام
- جوسيف بورغ
- أوتو بريمنغر